# Masala chai

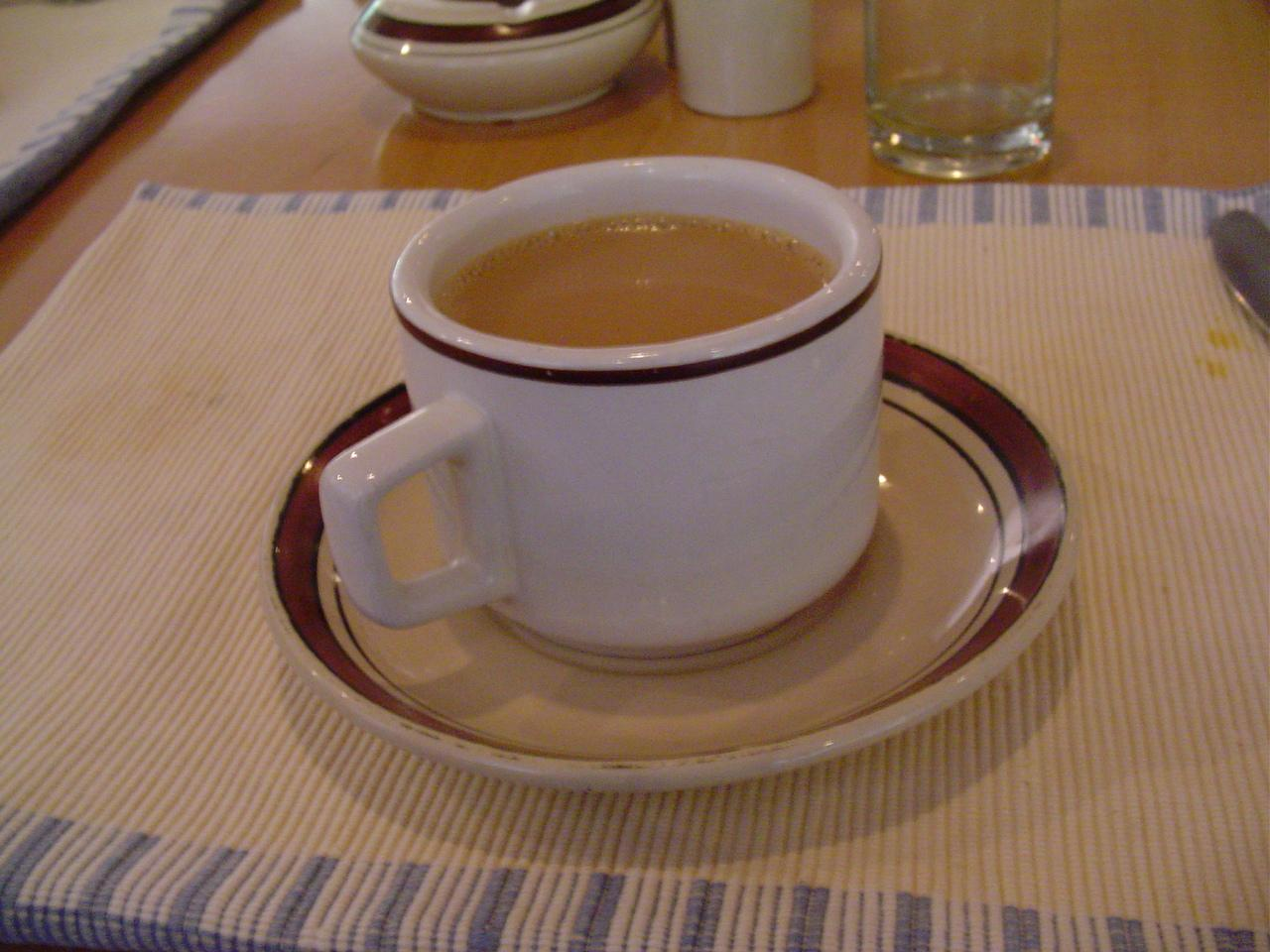
En kopp masala chai.

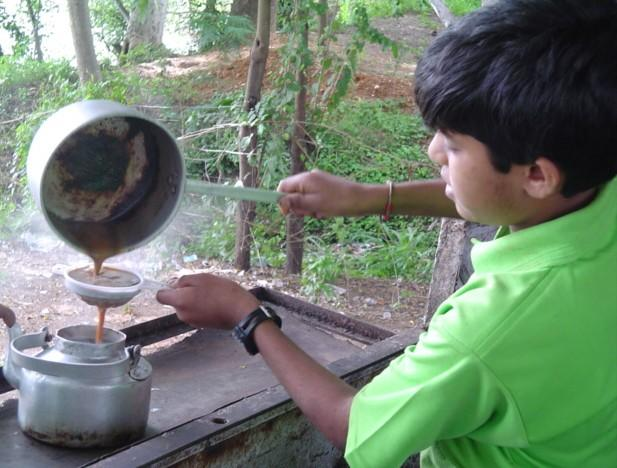
Masala chai kokas ofta i kastrull och silas av när det hälls över till serveringskannan.

Masala chai (från hindi, मसाला चाय masālā chāy, "kryddat te") är en dryck ursprungligen från Indiska halvön som görs genom att brygga te tillsammans med aromatiska kryddor, örter och mjölk. Ensamt är chai det allmänna ordet för te i många delar av världen, men för personer i västvärlden är det ofta synonymt med masala chai. Traditionell Masala chai är en dekokt av gröna kardemummakapslar, kanelstänger, kryddnejlika, mald ingefära och svarta pepparkorn tillsammans med svarta teblad. Det finns även versioner utan teblad som är koffeinfri.

## Chailatte i Sverige
I början av 2000-talet populariserades Masala chai i västvärlden och Sverige. Den söta drycken såldes ofta som under namnet Chai-latte som numera är en populär, om än felaktig benämning för det som egentligen heter Masala chai. Chailatte i Sverige ofta säljs på kaffehuskedjor där skummad mjölk blandas med exempelvis ett smakkoncentrat. Inom detaljhandeln kan konsumenter köpa färdiga påsar med pulver som blandas ut med hett vatten eller mjölk, samt smaksatta tepåsar.
Det finns även varianter av Chai latte såsom:
- Dirty chai - chai latte med espresso
- Iced chai - som ibland är vanligt iste med mjölk alltså inte har något med Masala chai att göra. Det finns även festligare versioner där kylt Masala chai blandas med is och mjölk och toppas med vispgrädde